# Lyprauta intermedia
Lyprauta intermedia är en tvåvingeart som först beskrevs av Sherman 1921.  Lyprauta intermedia ingår i släktet Lyprauta och familjen platthornsmyggor.
Artens utbredningsområde är British Columbia. Inga underarter finns listade i Catalogue of Life.